# HD 182681
HD 182681 är en ensam stjärna belägen i den mellersta delen av stjärnbilden Skytten. Den har en skenbar magnitud av ca 5,64 och är svagt synlig för blotta ögat där ljusföroreningar ej förekommer. Baserat på parallax enligt Gaia Data Release 2 på ca 14,0 mas, beräknas den befinna sig på ett avstånd på ca 233 ljusår (ca 71 parsek) från solen. Den rör sig bort från solen med en heliocentrisk radialhastighet på ca 1,4 km/s.

## Egenskaper
HD 182681 är en blå till vit stjärna i huvudserien av spektralklass B8.5 V, som roterar snabbt med en projicerad rotationshastighet av 277 km/s. Den har en massa som är ca 2,3 solmassor, en radie som är ca 2,8 solradier och har ca 31 gånger solens utstrålning av energi från dess fotosfär vid en effektiv temperatur av ca 10 000 K. Den har ett överskott av infraröd strålning, som anger att en stoftskiva kretsar kring stjärnan i en radie av 47 AE med en medeltemperatur på 90 K.